# إدي كيرز
إدي كيرز (بالإنجليزية: Eddie Kearse)‏ هو لاعب كرة قاعدة أمريكي، ولد في 23 فبراير 1916 في سان فرانسيسكو في الولايات المتحدة، وتوفي في 15 يوليو 1968 في يوريكا في الولايات المتحدة.